# Музеї Великого Судака
Найбільший музей Судака — Генуезька фортеця. Фортеця є філією Національного заповідника «Софія київська». Переглянути фортецю щодня приїжджають тисячі людей.
Велика частина музеїв Судака та його околиць присвячена історії виноробства. Власні музеї історії виноградарства і виноробства мають Радгосп-завод «Судак», Завод «Архадерессе» (ВАТ «Сонячна Долина») і Завод шампанських вин «Новий Світ».
Міський музей, у якому можна ознайомитися з історією Судака, відкритий на території туристичного комплексу «Судак», у приміщенні колишньої вілли Функа. Куточок історії Судака («Судак історичний», «Судак у роки війни») з 2002 року діє в Будинку культури (тільки в літній час). Невеликий, але цікавий краєзнавчий музей у Будинку культури села Морське.
| Назва                                        | Місцезнаходження                | Короткий опис | Зображення |
| -------------------------------------------- | ------------------------------- | --- | ---------- |
| Генуезька фортеця                            | Судак                           | Фортеця розташована на стародавньому кораловому рифі, що являє собою конусоподібну гору (гора Киз-Кулле-Бурун або Кріпосна), поблизу Судацької бухти Чорного моря. Площа фортеці майже 30 гектарів. |            |
| Музей історії виноробства «Новий світ»       | Новий Світ, вул. Енгельса, 32   | Музей пропонує кілька програм «за інтересами»: на «Історичній» екскурсії гості дізнаються про розвиток заводу, на «виробничій» — осягають секрети технологічних операцій. Брютеріанська екскурсія проводить відвідувачів до спеціального винопідвалу, «Царська» — у лабіринт голіцинських підвалів, екскурсія по будинку-музею князя дає можливість розглянути сім залів і нижній винопідвал. Заключна частина кожної екскурсії — дегустація того чи іншого виду шампанського. Дегустації проходять у спеціальних залах або підвалах. |            |
| Музей виноробства                            | Сонячна Долина                  | Відкритий 2004 році. Ініціатором створення музею стали співробітники заводу «Архадерессе». Музей розташований в будівлі дегустаційного залу. Експонати музею раніше зберігалися в архіві винзаводу. Експозиція музею розповідає про те, як стародавні греки першими почали обробляти виноградники в Сонячній Долині. Завод «Архадерессе» заснував Лев Голіцин у 1888 році. Серед експонатів музею пляшки, в які розливали знамените голіцинське вино ще в кінці XIX століття, а також рідкісні фотоматеріали про виробництво вин.     |            |
| Музей трудової слави радгоспу-заводу «Судак» | Судак, вул Алуштинська, 13      | |            |
| Музей історії села Морське                   | Морське                         | |            |
| Судацький міський музей                      | Судак, на території ТОК «Судак» | Відкритий у 2003. У двох залах музею експонуються матеріали, що розповідають про історію міста Судак і його розвитку як курорту. |            |